# Златно оръжие „За храброст“
Златно оръжие „За храброст“ (на руски: Золотое оружие „За храбрость“) е наградно оръжие в Руската империя (1720 – 1917). Приравнено е по статут към държавен орден от 1807 г.

## История
Златното оръжие „За храброст“ е учредено през 1720 г. С него са награждават офицери и генерали от Руската императорска армия за проявено особено отличие, лична храброст и самоотверженост във време на война. Първоначално е шпага, а впоследствие кортик и сабя. За генералите е с брилянти. През XVIII век дръжката на оръжието и от масивно злато, а през XX век е позлатена. По желание на наградения може да бъде получена паричната равностойност на оръжието. От 1855 г. дръжката е украсена с „Георгиевска лента“. От 1913 г. официално е наименувано „Георгиевско оръжие“.
В съответствие със статута има 3 вида наградно оръжие:
- Златно оръжие „За храброст“ с брилянти, отличие на Орден „Свети Георги“
- Златно оръжие „За храброст“, отличие на Орден „Свети Георги“
- „Анинско оръжие“ III и IV ст., отличие на Орден „Света Ана“

## Награждаване
Наградата се връчва от руския император. Първото наградно оръжие принадлежи на княз Михаил Голици за Сражението при Гренгам (1720).
По време на Отечествената война срещу Наполеон Бонапарт наградените са 241, а за последвалия през 1813 – 1814 г. поход в Европа още 685 офицера. До 1869 г. наградените са 3384 офицери и 162 генерали. По време на Руско-турската война (1877-1878) са наградени 677 офицера и генерала. Връчва се до края на участието на Русия в Първата световна война (1917).
Сред наградените от Руско-турската война от 1877 – 1878 г. са: Леонид Вяземски, Пьотър Паренсов, Иван Тутолмин, Степан Леонов, Александър Пушкин, Даниил Похитонов, Михаил Толстой, Николай Татишчев, Михаил Скобелев, Александър Липински, Константин Кесяков, Александър Фрезе, Николай Етер, Севастиян Етер, Фьодор Келер, Митрофан Греков, Всевелод Панютин, Михаил Петрушевски, Александър Дризен, Василий Аргамаков, Михаил Дохтуров, Михаил Ореус, Дмитрий Прохоров, Николай Курнаков, Георгий Бобриков, Дмитрий Муханов и др.